# Xosé Manuel Beiras
Xosé Manuel Hixinio Beiras Torrado (Santiago de Compostela, 7 de abril de 1936) es un político y economista español, dirigente histórico del nacionalismo gallego. Fue el fundador y portavoz nacional de Anova-Irmandade Nacionalista, partido político de ámbito gallego, desde su fundación en 2012, hasta 2017. Como líder de la coalición Alternativa Galega de Esquerda logró grupo parlamentario propio en el parlamento gallego, tras dos décadas en las que únicamente otros tres partidos formaron parte del mismo.
Tras haber sido, entre 2001 y 2012, el presidente del Consejo Nacional (CN) del Bloque Nacionalista Galego, su portavoz en el Parlamento de Galicia y candidato a la Presidencia de la Junta de Galicia, abandonó su cargo directivo para encabezar una corriente interna denominada "Encontro Irmandiño" que, finalmente, se escindiría completamente del Bloque para constituirse en una formación independiente bajo el nombre de Anova. 
Continúa, además, al frente de la cátedra de Estructura Económica de la Facultad de Ciencias Económicas en la Universidad de Santiago de Compostela. También es un prolífico escritor, exacadémico numerario de la Real Academia Gallega.

## Biografía
Su padre fue el galleguista histórico Manuel Beiras, el cual además de tener un establecimiento de paquetería, fue miembro del Partido Galeguista durante la Segunda República y concejal de Santiago en las primeras elecciones democráticas.

### Formación y actividad durante el franquismo
Desde 1952 estudió Derecho en la Universidad de Santiago de Compostela. En 1957 se licenció y se trasladó a París, donde se matriculó en la Facultad de Derecho y Ciencias Económicas de La Sorbona. También estudió Lengua y Literatura Francesa en la Universidad de La Sorbona (1960). En 1961 se trasladó a la Escuela de Economía de Londres (London School of Economics o LSE) para ampliar sus conocimientos en el área de las Ciencias Económicas. Otros biógrafos sitúan la estancia de Beiras en Londres en los años 1964/65, tras la que posteriormente iría unos meses a Galicia (1965/66) para, como profesor, dar clase en la Escuela de Economía Política de la Facultad de Derecho de Santiago. Más tarde (1966/67), gracias a una bolsa de estudios de la Fundación March, siguió un curso de especialización avanzada e investigación con François Perrou en el Institut de Science Economique appliquée (ISEA) de París.
En 1963 fue miembro fundador del Partido Socialista Galego en la clandestinidad. También se hizo cargo de la subdireción de la Revista de Economía de Galicia (cargo que dejaría en el transcurso de 1968). Ya en 1964 asumió el cargo de Relaciones Internacionales del partido. Este cargo lo volvería a asumir en 1970. En esta etapa se relaciona con otras formaciones europeas socialistas y con el Moviment Socialista de Catalunya de Josep Pallach y Joan Reventós.
En 1967 recibe el Premio de la Casa Galicia de Nueva York por su libro El problema del desarrollo en la Galicia rural. En 1968 regresa a Galicia para vivir allí definitivamente, ejerciendo como profesor de Estructura e Instituciones Económicas en la Facultad de Económicas de Santiago de Compostela. En 1969, colabora en una obra colectiva Introducción á economía galega de hoxe publicada en Vigo, y fue relator en la elaboración del Documento Conjunto Partido Socialista Galego-Unión do Povo Galego. En 1970 estando unos meses en Madrid, en el Colegio Mayor Universitario César Carlos, publica su tesis doctoral sobre el desarrollo económico y demográfico en Galicia entre 1900 y 1960 con el título Estructura y problemas de la población gallega, con el que gana el Premio Extraordinario de Doctorado y consigue, también, ser profesor adjunto en la Cátedra de Estructura Económica.
En 1971 asume el cargo de secretario general del PSG. En 1972 publica en Vigo O atraso económico de Galicia. En ese mismo año le ofrecen el puesto de Decano en funciones durante las revueltas estudiantiles y obreras; puesto que reafirmaría años más adelante.

### Actividad desde 1975

#### Años 70
Dentro de sus colaboraciones colectivas surgen en 1975, publicadas en Vigo, dos obras; A Galiza rural na encrucillada y Contaminación industrial e desenvolvimento. En 1977 deja el cargo de secretario general del PSG, después de encabezar las listas por La Coruña en las primeras elecciones generales de la transición democrática en las que no consiguió ni un solo escaño (obtuvo 16.660 votos, el 3,69% en Galicia), así como el partido, para ser designado académico numerario de la Real Academia Gallega, dignidad a la que renunció tiempo más tarde. También en este mismo año se encargó de la dirección de una investigación sobre el proceso de modernización de la agricultura gallega, con los fondos proporcionados por la Fundación Pedro Barrié y la Universidad de Montpellier.

#### Años 80
En 1980 Beiras accedió a la Cátedra de Estructura Económica en la Universidad de Santiago de Compostela. Corre 1982 y participa en la constitución del Bloque Nacionalista Galego (BNG), en el cual entra en su Dirección Nacional y Permanente en representación de Esquerda Nacionalista. En ese año sale su publicación O atraso e Nós. Aportación para un debate encol o atraso económico. En febrero de este mismo año es elegido Decano de la Facultad de Ciencias Económicas. Ya entrados en 1984, Beiras, en compañía de otros autores, publica la obra Dende Galiza: Marx. Homenaxe a Marx no 1º centenario da súa morte. En solitario sólo publicaría otro libro, Por unha Galiza liberada, obra en la que venía trabajando desde 1976. En este mismo año, en enero, vuelve a reafirmar su cargo como decano de la facultad.
En las elecciones autonómicas del 24 de noviembre de 1985, Beiras es elegido diputado del Parlamento de Galicia. También publica Constitución española e nacionalismo galego: unha visión socialista. En el transcurso de este año, Beiras, después de una discrepancia con la presidencia de la RAG sobre de la Ley de Normalización Lingüística del Gallego, deja la Real Academia Gallega. En 1987 traduce al gallego la pieza teatral Los justos de Albert Camus (Beiras ya había tenido varias experiencias en el ámbito de la traducción; fruto de ellas son: Cartas a un amigo alemán, también del mismo autor, y las obras de teatro traducidas junto con Xosé Luis Franco Grande alrededor de los años 1958/59: Antígona, de Jean Anouilh y No habrá guerra de Troya de Jean Giraudoux). También, y dentro de este mismo año, prestó su colaboración en el Homenaxe ó Mestre Sampedro (Homenaje al Profesor Sampedro). Estuvo como profesor invitado en la Universidad de Toulouse. Ya anteriormente había estado en la de Coímbra (1976). En 1988 tradujo del francés la obra de Anne Philipe El Tiempo de un suspiro. El 17 de diciembre de 1989 se vuelve a presentar a las elecciones autonómicas, y de nuevo gana el escaño por La Coruña, junto con otros cuatro representantes, y asume el cargo de portavoz del grupo del BNG. Sobre su pensamiento político y su trayectoria los escritores Francisco Pillado Mayor y Miguel Anxo Fernán-Vello publican un libro titulado Conversas con Xosé Manuel Beiras.

#### Años 90
En enero de 1990, tanto Beiras como los de su grupo no aprueban una proposición no de ley sobre la autodeterminación del PSG-EG por no verle sentido ya que la Cámara no tenía soberanía por haber grupos españoles. En la legislatura de 1989/1993 fue expulsado varias veces de la Cámara por oponerse e, incluso, intentar plantearle una moción de censura a Manuel Fraga. En ese mismo periodo, en la propuesta del pleno extraordinario de incendios forestales, presentó una propuesta de independencia para Galicia y la reforma de la Constitución, votando en contra de la propuesta de Manuel Fraga sobre la administración única. Entrados en 1991, Beiras publica otro libro: Prosas de combate e maldicir. El 10 de marzo de 1993 no se mostró de acuerdo ante la iniciativa del Partido Popular, gobernante en Galicia, de modificar la Legislación del Parlamento y mostró su descontento golpeando en su escaño con un zapato. Mostró una actitud inconformista durante los debates de ponencia y comisión sobre este tema por lo que fue expulsado de la Cámara el 15 y el 17 de junio con una sanción de un mes sin derechos parlamentarios. Beiras recurrió al Tribunal Constitucional el 12 de julio de 1993, el cual admitió a trámite el recurso el 4 de noviembre del mismo año, siendo posteriormente desestimado Además mantuvo una larga polémica y un enfrentamiento con un diputado del ejecutivo regional de Fraga por la compra de derechos de las marcas del Jacobeo 93, al que acusó de falsedad en documento público, prevaricación y malversación de fondos.
El 17 de octubre de 1993 se presentó por tercera vez como cabeza de lista por La Coruña y como candidato a la Presidencia de la Junta de Galicia. Consiguió la renovación de su acta de diputado y su grupo pasa de 5 a 13 diputados. Entrado 1995, Beiras es propuesto como Portavoz Nacional del grupo, cargo en el que resulta elegido en la VII Asamblea. Ya se había presentado en enero de 1991 y marzo de 1993, habiendo obtenido ya en aquellas apoyos significativos. En diciembre de 1995 hace un viaje de unos días a Argentina y Uruguay, en el que hace tiene algunas reuniones con representantes de centros gallegos, dirigentes políticos y sindicales y ofrece algún discurso en varias universidades. Fruto de esto, publica en 1996 un libro con el título O estado da nación, en el cual añade sus discursos desde 1989 a 1995. El 19 de octubre de 1997 se presenta de nuevo como candidato del BNG a la Presidencia de la Junta, renueva el escaño y ve crecer su grupo a 18 diputados pasando a ser la segunda fuerza en Galicia. En 1998 vuelve a renovar el cargo como portavoz nacional del BNG. Asimismo llevó a una alianza entre su partido con otras fuerzas nacionalistas periféricas españolas (CiU y PNV) a través del Pacto de Barcelona. Tras las elecciones municipales del 13 de junio de 1999, llega a un pacto con el PSdeG para la repartición de alcaldías en algunos ayuntamientos, en tanto que como fruto del Pacto de Barcelona, el BNG obtiene su primer escaño en el Parlamento Europeo.

#### Primeros años delsigloXXI

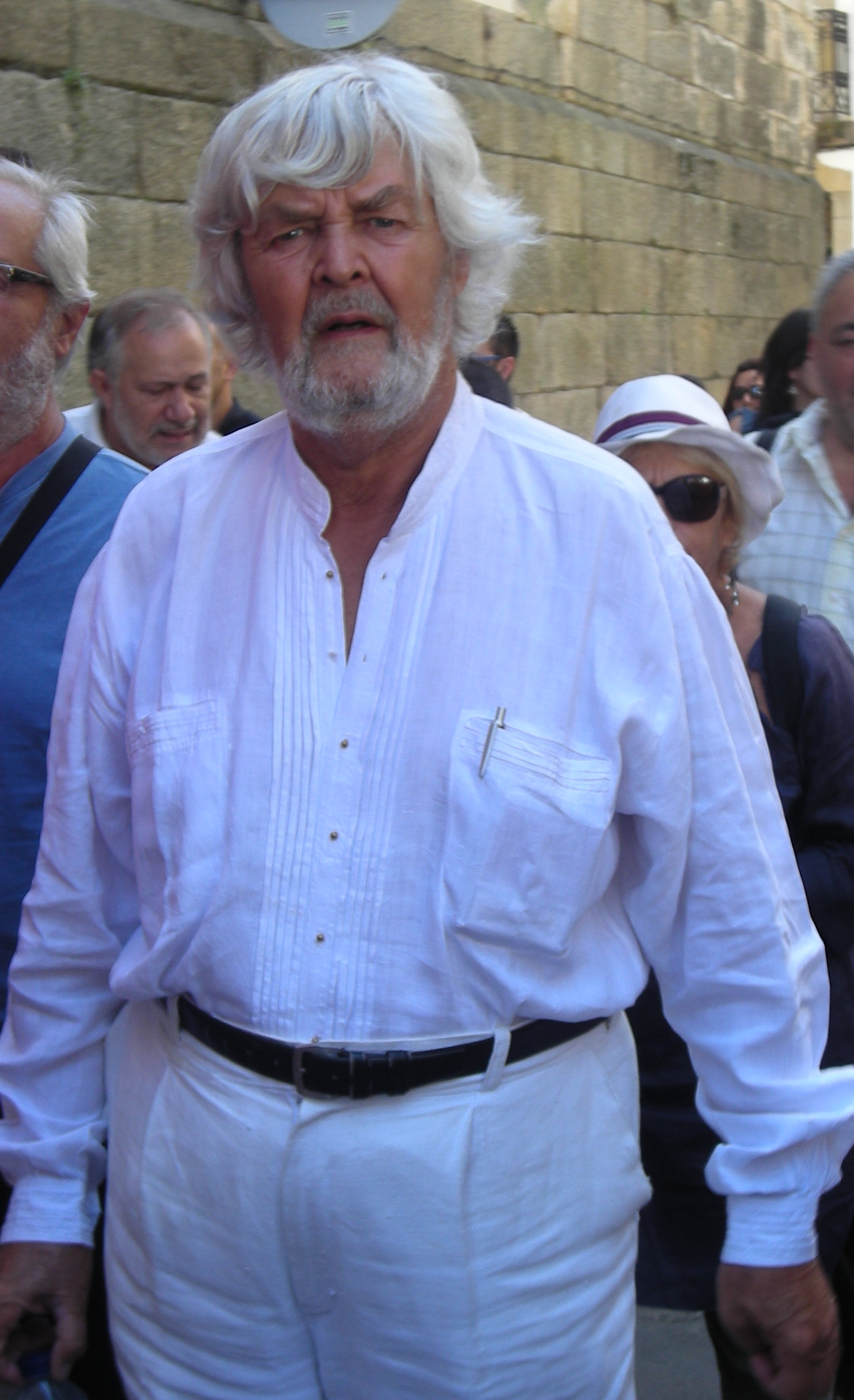
Beiras en 2009

En las autonómicas de 2001 renueva otra vez su escaño, pero ve cómo su grupo baja un diputado quedando en 17. El 27 de abril de 2004 firma, junto con su compañero de grupo, Anxo Quintana, en representación del BNG un acuerdo para dar desarrollo al documento base firmado por el BNG, CIU y EAJ-PNV el 6 de abril de dicho año. Mediante ese acuerdo se formaría la coalición "Galeusca-Pueblos de Europa" para la celebración de las elecciones al Parlamento Europeo del 13 de junio de 2004, en las cuales este grupo conseguirá 3 escaños. Sin embargo, el 11 de abril de 2005 presentó su dimisión como Presidente del Consejo Nacional del BNG y su renuncia a formar parte de las listas electorales del BNG a la Junta.

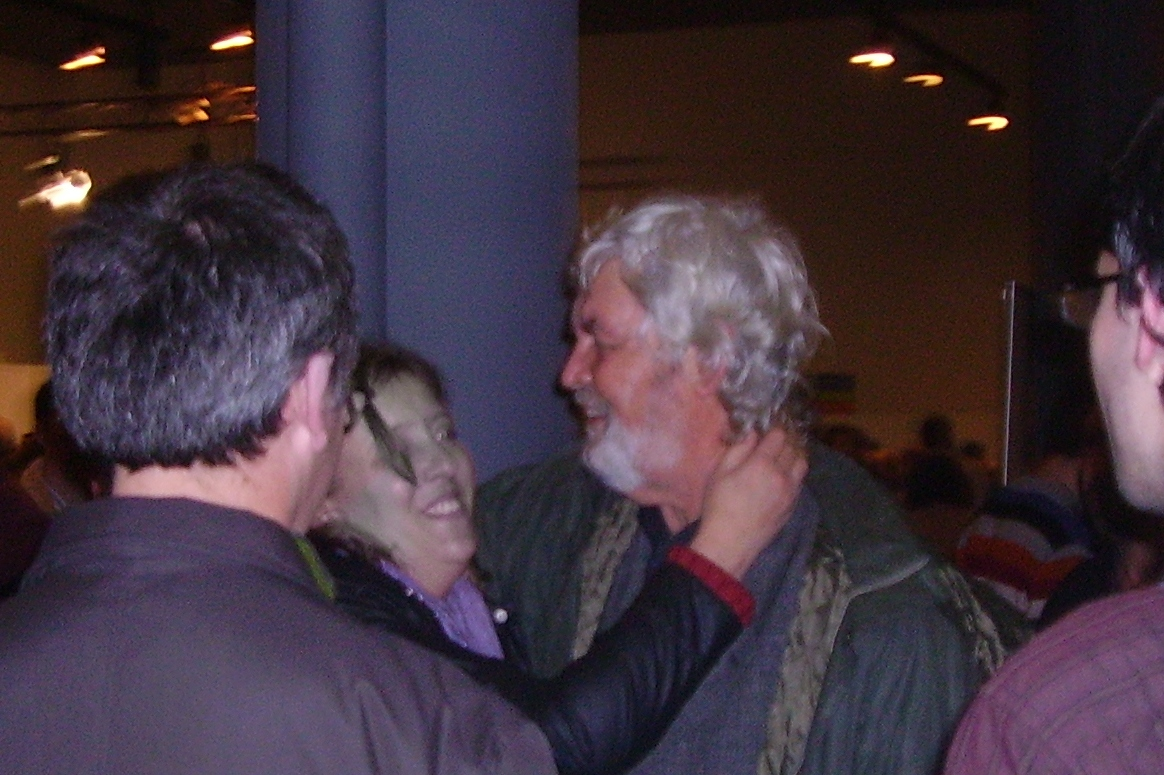
Xosé Manuel Beiras felicitado por sus simpatizantes al término de la XII Asamblea nacional del BNG.

Posteriormente ha encabezado una corriente crítica en el seno del BNG denominada Encontro Irmandiño, que obtuvo en la XII Asamblea Nacional de la formación nacionalista 15 miembros en el Consello Nacional y 3 en la Comisión Executiva (uno de ellos, el propio Beiras).
En diciembre de 2005 inició una colaboración semanal en el diario Galicia Hoxe, que dio lugar en 2007 al libro recopilatorio De Nunca Mais a Mais Alá. Beiras, junto con Xaime Isla Couto, también fue uno de los promotores de las colecciones Enquisa, Agra aberta y Os percusores de la Editorial Galaxia, en la que fue director de la colección Alén-Nós; de esta experiencia surgió la participación en la creación de Edicións Laiovento.
En la actualidad es columnista dominical del periódico en gallego Galicia Hoxe y sigue colaborando, de vez en cuando, en las publicaciones Grial y A Nosa Terra. Es miembro de la revista política internacional Sin Permiso desde su fundación en 2006.

#### Años 10
En febrero de 2012, Beiras abandonó el BNG junto con el Encontro Irmandiño. El 14 de julio de 2012 se fundó el partido Anova-Irmandade Nacionalista, surgido a partir del Encontro Irmandiño. El 4 de agosto, Beiras se convirtió en el portavoz nacional del partido. En las elecciones gallegas de 2012 Anova se presentó junto a Esquerda Unida (y otros partidos) dentro de la coalición Alternativa Galega de Esquerda, obteniendo 187.545 votos y nueve escaños, regresando Beiras al Parlamento tras siete años alejado de la política parlamentaria.
En 2015, bajo el liderazgo de Beiras, Anova concurre a las elecciones generales dentro de la coalición En Marea, uniéndose Podemos Galicia y Esquerda Unida y logrando seis diputados en el Parlamento gallego. Frente a las divisiones internas en el seno de En Marea, Beiras defiende en varias ocasiones la unidad de la izquierda en su conjunto y pide superar las diferencias personales para mantener la coalición.
En marzo de 2016, fue expulsado del Parlamento gallego después de una discusión con el entonces diputado del PPdG, Miguel Tellado, y castigado a quince días sin sueldo. En julio de ese año, la coalición pasa a transformarse en un partido, permaneciendo Podemos al margen. El 7 de agosto, Beiras anuncia su apoyo a la candidatura de Luís Villares para presidir la Xunta y su retirada de la vida parlamentaria.
En 2017, en la III Asamblea Nacional de Anova celebrada el 18 de marzo, le sucedió Antón Sánchez García como portavoz nacional del partido. En este año, Beiras declarará haber sido traicionado por la entonces líder de EU, Yolanda Díaz, después de la constitución de En Marea como partido político, y defenderá con vehemencia el procés catalán.

#### Años 20
Poco después de fallecer su pareja sentimental, la pintora compostelana Aurichu Pereira Carballo, el 1 de noviembre de 2023, y en víspera de las elecciones autonómicas de 2024, Beiras y su partido Anova rechazan la candidatura ofrecida por Sumar, en la que el cabeza de lista de este partido sería Martiño Noriega, y al poco tiempo, tras algunas reuniones privadas con Ana Pontón, lideresa del BNG, firman una declaración de voluntad. Era una forma de que las dos formaciones nacionalistas se reconciliaran. El resultado de esta declaración fue el regreso y apoyo de Anova al BNG. No obstante, la formación de Beiras no participaría en la candidatura del Bloque.
A principios de 2024, Beiras participa en el multitudinario acto del Bloque celebrado en el Teatro Rosalía de Castro en La Coruña,en febrero de ese año, en calidad de simpatizante y con el claro deseo de que su perfil de líder nacionalista histórico ayude a conseguir un número elevado de votos para el soberanismo gallego representado por el BNG. Tras las elecciones del 18 de febrero de 2024, como si se cumpliera el deseo de Beiras, el BNG alcanzó los 25 diputados en el Parlamento de Galicia, consolidando su posición como principal partido de la oposición al Gobierno de la Xunta, presidido por el popular Alfonso Rueda, quien ganó con mayoría abosuta (40 diputados) como su predecesor, Alberto Núñez Feijóo. 
En una entrevista en el medio catalán el Món, Beiras afirma que en Galicia existe una situación crítica, al hacer referencia a lo que él considera un empresariado gallego sin valores culturales y una clase política ineficaz y destacar la necesidad de expulsar a la actual clase política dirigente en Galicia, así como de cambiar la actual forma política del Estado en España (monarquía), en sus palabras, un 'totalitarismo de facto' después del fracaso del referéndum en Cataluña.
En marzo de 2025, se conoce la firma de Beiras en una petición pública de apoyo a cuatro ediles del PSdG de Santiago de Compostela expulsados por desobediencia interna, tras romper la disciplina de voto en distintas ocasiones bajo la supervisión de la política Mercedes Rosón.
El 14 de junio de 2025, Beiras es premiado por la AELG (Asociación de Escritoras y Escritores en Lengua Gallega) con la Letra E en reconocimiento a su trabajo como escritor y traductor de obras en lengua gallega, en un acto público que tiene lugar en el parque de Galeras en Santiago de Compostela. Conforme a las reglas de la asociación, la persona que desempeñe la Alcaldía de Santiago, el presidente de la asociación de escritores y el autor premiado leerán un discurso al público en el exterior, a continuación se realizará el descubrimiento de un monolito en el que figura una inscripción elegida por el mismo (la de Beiras reza "Meu amor de madrugada", en recuerdo de su fallecida pareja sentimental) y la plantación simbólica de un árbol que también es elegido por el autor premiado (Beiras eligió un tejo), y finalmente tendrá lugar un acto en un auditorio o lugar análogo, en el cual se realizarán más discursos y se hará entrega del premio (Letra E) al autor. Preguntado por medios de comunicación por su opinión sobre la situación del Gobierno central, defiende la gestión del Presidente del Gobierno, Pedro Sánchez, y critica con dureza al principal partido de la oposición (Partido Popular), al que acusa, entre otras cosas, de complicidad con el Estado de Israel en la Guerra de Gaza.

## Obra

### Ensayo
- El problema del desarrollo en la Galicia rural, 1967, Galaxia.
- Estructura y problemas de la población gallega, 1970, Banco del Noroeste.
- O atraso económico da Galicia, 1972, Galaxia. 2.ª edición de O atraso económico da Galiza (2005) en Edicións Laiovento.
- La economía gallega en los escritos de Pedro Antonio Sánchez, 1973, Galaxia.
- Constitución española e nacionalismo galego: unha visión socialista, 1985, Asociación Cultural Alexandre Bóveda.
- Prosas de combate e maldicer, 1991, Laiovento.
- O Estado da Nación, 1996, Laiovento. 2.ª edición aumentada no 2001.
- «A catástrofe do "Prestige"». Santiago de Compostela. Edicións Laiovento. 2003. ISBN 84-8487-024-3.
- Economía galega e autonomía política, 2006, Universidade de Santiago de Compostela.
- De nunca máis a máis alá, 2007, Editorial Compostela.
- «Por unha Galiza liberada e novos ensaios». A Coruña. Espiral maior. 2008. ISBN 978-84-9647-584-7. Primeira edición, de 1984, en Xerais.

### Obras colectivas
- ¿Patria ou Terra Nai? Ensaios sobre a cuestión nacional, 1999, Laiovento. Con Antonia Tato Fontaíña e Estrella Tato Fontaíña.
- A poboación galega no século XX, 2000, Laiovento. Con Abel López Rodríguez.
- Avilés de Taramancos: A paixón pola terra, 2004, Consello da Xuventude de Galicia.
- O Tratado da Constitución Europea. Visións desde Galiza, 2005, Baía Edicións.
- Marcos Valcárcel. O valor da xenerosidade, 2009, Difusora.
- 15-M: O pobo indignado, 2011, Laiovento.